# Белая керамика Рио-Гранде

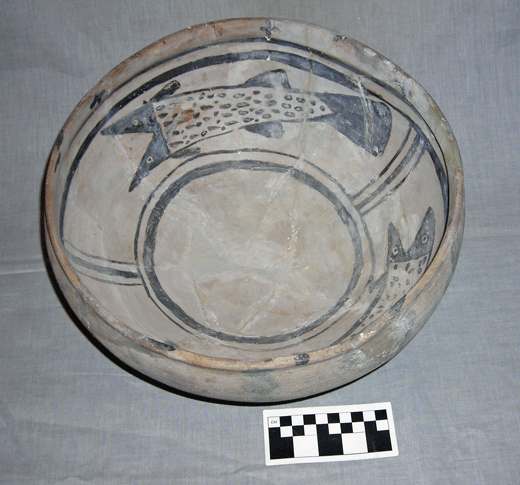
Чаша в стиле «Бисквит A»

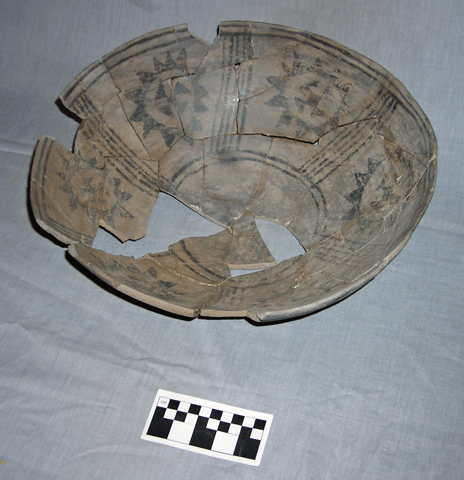
Мелкая чаша в стиле Wiyo чёрным по белому

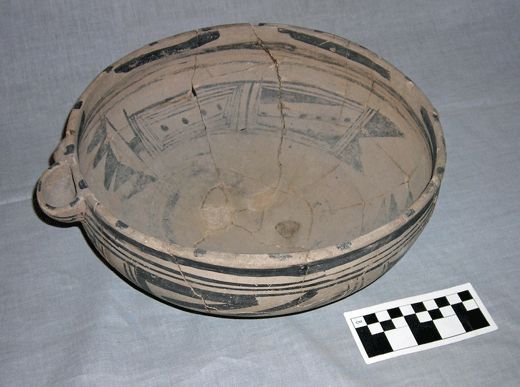
Чаша в стиле «Бисквит B»

Термин «Белая керамика Рио-Гранде» охыватывает несколько традиций доисторической керамики древних пуэбло на территории штата Нью-Мексико. Около 750 г. н. э., после усвоения ряда различных региональных керамических традиций (например, белая керамика Сибола), гончары из региона Рио-Гранде на территории будущего штата Нью-Мексико стали развивать своеобразные местные разновидности керамики с росписью чёрной минеральной (до 1200 г.) или растительной (после 1200 г.) краской по белому или светло-серому фону. Данная традиция окончательно исчезает лишь около 1750 г. Археологи подразделяют данную керамику на ряд вариантов.